# 岡山環状道路
岡山環状道路（おかやまかんじょうどうろ）は、岡山県岡山市内を環状のように通る地域高規格道路である。

## 概要
概略延長は40 kmである。一般に外環状線とも呼ばれ、内環状線、中環状線と共に環状線をなす。
国道180号岡山環状南道路・岡山西バイパス・総社・一宮バイパスの一部、岡南大橋、岡南線などを始めとして、複数の国道、県道、市道から構成される予定である。
- 起点 : 岡山県岡山市
- 終点 : 岡山県岡山市
- 概略延長 : 40 km

## 歴史
- 2000年（平成12年）12月20日 : 国道180号岡山西バイパス（6 km）が整備区間に指定。
- 2004年（平成16年）3月30日 : 岡山環状南道路（3 km）、市道藤田浦安南町線 （2 km）が調査区間に指定。
- 2009年度（平成21年度） : 一般国道180号岡山環状南道路が新規事業化[1]。
- 2011年（平成23年）3月27日 : 岡山西バイパスの側道部が全線開通[2]。
- 2015年度（平成27年度） : 主要地方道岡山赤穂線（中井〜宍甘）が国補助事業として新規事業化[3]。
- 2016年（平成28年）3月20日 : 総社・一宮バイパスのうち、岡山環状道路を構成する区間が開通[4]。
- 2020年度（令和2年度） : 一般国道180号岡山西バイパス（西長瀬〜楢津）として専用部が新規事業化[2]。
- 2022年（令和4年）4月17日 : 市道藤田浦安南町線 (1.6 km) が暫定2車線で開通[5]。

### 今後の予定
- 岡山環状南道路は2026年度（令和8年度）供用開始予定である[6]。